# Католицизм в Люксембурге
Католицизм в Люксембурге — наиболее распространённая религия в стране. Католицизм исповедует большинство населения Люксембурга. Территория Люксембургской архиепархии распространяется на всё Великое герцогство. Резиденция архиепископа находится в Соборе Люксембургской Богоматери, в столице страны.

## История
До Великой французской революции, южная часть территории архиепархии принадлежала Трирскому архиепископству, а северная часть была в составе Льежского епископства. После Венского конгресса, после которого Люксембург стал великим герцогством в унии с Нидерландами, папа Пий VII передал люксембургские земли в Епархию Намюра.
С 25 декабря 1833 года была основана апостольская префектура. 2 июня 1840 года, после того как в 1839 году Люксембург был признан суверенным государством, был образован Люксембургский апостольский викариат, а 27 сентября 1870 года викариат подняли в статусе до епархии прямого подчинения Святому Престолу. С 1988 года имеет статус архиепархии.
Согласно статистике, по состоянию на 2002 год архиепархия насчитывала 380 000 верующих, что составляет 86,1 % населения страны. Люксембург является центром Конференции Епископов Европы.
Нынешний архиепископ Люксембурга, начиная с 12 июля 2011 года — Жан-Клод Холльрайх.